# Nymyrtjärnheden
Nymyrtjärnheden este o arie protejată (arie specială de conservare — SAC, sit de importanță comunitară — SCI) din Suedia întinsă pe o suprafață de 12,2 ha, integral pe uscat.

## Localizare
Centrul sitului Nymyrtjärnheden este situat la coordonatele 65°08′44″N 19°51′26″E / 65.1455°N 19.8573°E.

## Înființare
Situl Nymyrtjärnheden a fost declarat sit de importanță comunitară în ianuarie 2002 pentru a proteja 1 specie de plante. Situl a fost protejat și ca arie specială de conservare în martie 2011.

## Biodiversitate
Situată în ecoregiunea boreală, aria protejată conține 2 habitate naturale: Turbării Aapa, Taiga vestică.
La baza desemnării sitului se află o specie protejată de  plante: Ranunculus lapponicus.